# Rusłan Karajew (zapaśnik)
Rusłan Gadżyjewicz Karajew (ros. Руслан Гаджиевич Караев, ur. 29 lutego 1960) – radziecki zapaśnik walczący w stylu wolnym. Srebrny medalista mistrzostw Europy w 1983 i 1986. Pierwszy w Pucharze Świata w 1989; drugi w 1990. Mistrz ZSRR w 1985, 1986, 1987 i 1990; drugi w 1982 i 1988; trzeci w 1983 roku.